# Waldemar Zorn (Missionar)
Waldemar Zorn (* 1950 in der Region Altai, Sibirien, Russische SFSR) ist ein russlanddeutscher Missionar, Leiter des Verlages Licht im Osten und Autor.

## Leben und Wirken
Waldemar Zorn wuchs in der früheren Sowjetunion auf, wo er eine Ausbildung zum Elektroinstallateur absolvierte. Er engagierte sich in der Untergrundkirche als Pionier der evangelischen Missionsarbeit in Osteuropa. 1982 wanderte er zusammen mit seiner Frau Elvira nach Westdeutschland aus, wo er als Koordinator für die GUS-Länder die Verlagsleitung des Missionswerkes Licht im Osten übernahm und dort viele Jahre bis zu seinem Ruhestand 2016 als Missionsinspektor tätig war. Er ist Redakteur des Magazins Licht im Osten: Aktuelles aus der Mission in Russland, Osteuropa und Zentralasien. 
Zorn initiierte die Herausgabe einer sprachlich überarbeiteten Bibelübersetzung in russischer Sprache, das russischsprachige Zweimonatsmagazin „Glaube und Leben“ und gibt seit 1990 als Leitender Redakteur zusammen mit seiner Frau die Kinderzeitschrift „Tropinka“ (deutsch: Der kleine Pfad) heraus, die in neun Sprachen erscheint und mehr als 1,5 Millionen Leser erreicht. Nach dem Ende des Kommunismus und dem Zerfall der Sowjetunion begleitete er besonders in Russland, in der Ukraine und im Baltikum den Aufbau selbstständiger Missionswerke.
Seit 1996 ist Waldemar Zorn Vorsitzender der „Israelitischen messianischen Gemeinde“ in Stuttgart, deren Mitglieder sich aus messianischen Juden und evangelischen Christen zusammensetzen. Er ist Autor etlicher Bücher in deutscher als auch in russischer Sprache.

## Veröffentlichungen
- Des Lebens Würze: biografische Erzählungen, Missionsverlag Licht im Osten, Korntal-Münchingen 2006, ISBN 978-3-935435-50-5.
- Farben der Geschichte. Erzählungen aus der Geschichte des Missionsbundes Licht im Osten; zum 90-jährigen Jubiläum, Missionsverlag Licht im Osten, Korntal-Münchingen 2010, ISBN 978-3-939887-66-9.
- Wenn Gott das Herz berührt. Menschen erzählen von ihrer Begegnung mit Gott (Hrsg.; aus dem Russischen übersetzt durch Elisabeth Schmidtmann), Missionsverlag Licht im Osten, Korntal-Münchingen 2012, ISBN 978-3-939887-82-9.
- Listaja pamjati stranicy: rasskazy, Svet na Vostoke, Kiev u. Missionsverlag Licht im Osten, Korntal-Münchingen 2013, ISBN 978-3-939887-26-3.
- Pravila žizni (mit Elena Mikula und G. Vezikova), Missionsverlag Licht im Osten, Korntal und Svet na Vostoke, Kiev 2014, ISBN 978-3-944772-00-4.